# Тюгурюкское болото
Тюгурюкское болото — крупнейшее болото на Алтае. Расположено на Теректинском хребте в Республике Алтай, Россия.
Высота над уровнем моря около 1500 метров. Относится к низменному типу болот.
Окружено кольцом гор, размыкающихся на юге.
По болоту протекает река Тюгурюк с множеством притоков, таких как Аганошка, Сулаян, Карлагаш. Все они берут исток в болоте. На берегах болота имеется несколько разбросанных охотничьих изб. По восточной оконечности проходит грунтовая дорога, на юг ведущая в урочище Уймонская Степь, а на север к селу Ело.
Над восточной оконечностью возвышается гора Яну, высотой 2377 метров. Над северной возвышается гора Чугунка, высотой 2076,1 метра, и гора Монглаг, 1993 метра. Западнее, за горной грядой, в долине реки Юстик, расположено ещё одно крупное болото.

## Образование болота
Образовалось благодаря барьерному эффекту Теректинского хребта, захватывающего и осаждающего осадки, и температурным инверсиям: в котловине скапливается холодный воздух, из-за чего влага испаряется не сильно, а торф промерзает, не пропуская воду.

## Флора
На болоте доминирует сибирка алтайская (Sibiraea altaiensis (Laxm.) Schneid), занесённая в красную книгу Республики Алтай и являющаяся эндемиком Алтае-Саянской провинции.